# Den djævelske kanin
Den djævelske kanin (originaltitel: Bedeviled Rabbit) er en Warner Bros. Merrie Melodies kortfilm fra 1957 instrueret af Robert McKimson .  Kortfilmen blev udgivet den 13. april 1957 og har Snurre Snup i hovedrollen. I denne tegnefilm er Snurre faret vild i Tasmanien og må tage sig af den Tasmanske Djævel. 

## Handling
Efter at en kasse gulerødder (hvor på der står 'Til Potters plantage, Tasmanien') smides ned i midten af en jungle i Tasmanien, kommer Snurre ud og undrer sig over, hvordan han er havnet i midten af Tasmanien fra at have sovet i en gulerodsmark. Pludselig kommer en gruppe dyr (både vilde og tæmmede) løbende gennem skoven, bange for deres liv (som Snurre forveksler med "Det må være fodringstid for i zoologisk have"). En krokodille (som forvandler sig selv bugen til en lædertaske som forklædning) rækker Snurre et hæfte, der fortæller om den tasmanske djævel og de mange ting, den spiser. Snurre lyder: "Tag Dem i agt for den tasmanske djævel, et voldsomt, blodtørstigt bæst med kæber så kraftige som en bjørnefælde . Spiser marsvin, myrer, bjørne, bøfler, katte, rotter, hunde, heste, elefanter, antiloper, fasaner, fluer, giraffer, gazeller . . ." Snurre snerrer: "Det skal nok passe, men sådan et dyr findes ikke."
Mens Snurre læser listen gennem fra græshopper, geder, grise, strudse osv., dukker den tasmanske djævel brølende op og får øje på Snurre Snup, som stadig læser hæftet, mens han læser listen færdig fra blæksprutter, pingviner, piggevarer (som Snurre læser som mennesker ), vortesvin, jakokser, salamander, hvalrosser, gnuer, gnuer, og siger derefter "Hva'?! Ingen kaniner?!" Den tasmanske djævel siger grådigt, at den 'især' spiser kaniner, mens den slår op på siden, hvor der står ". . . Og Især Kaniner" og spiser hæftet. Snurre er i stand til midlertidigt at narre Taz til at tro, at han er en abe, som tasmanske djævle ikke spiser (på trods af at et af dyrene, der blev set løbe for sit liv, var en abe – angiveligt fordi alle dyr er bange for Taz). Men Taz begynder snart at jagte Snurre igen, og Snurre rører den Tasmanske Djævel og siger: "Taget! Du er den, Poseøje!" , Og jagten er i gang igen. Snurre narrer "Poseøje" til at blive knust under et træ, men det lykkes Taz at komme ud gennem et knudehul i træet. Snurre fjoller rundt og spekulerer på, hvordan tasmanske djævlepandekager mon smager, men han svigter ved et uheld, og Taz griber Snurre om hans ører og spørger ham: "Hvorfor du sige, du abe, når du har lille pudderkvasthale som kanin, Kanin? "
Snurre ender på et spyd, trukket som en stegt gris, mens Taz kommer salt og peber på Snurre, hvilket resulterer i, at Snurre nyser æblet ud af munden på ham. Snurre er virkelig nervøs, fordi han er ved at blive spist og har ingen flugtplan, men heldigvis ser han Taz lave en stor salat til ham (med skildpadder, egern osv.). ). Snurre komplimenterer Taz for hans "grøn salat", men informerer ham om, at det bedste at have med en salat er "vild kalkun surprise", ikke kanin. Taz vil prøve det og befrier Snurre. Snurre smider nogle dynamitstænger sammen, tænder lunterne og klæder 'benene' op, så de ser ud som om de er fra en kalkun. Taz sluger fadet, men virker ikke ud til at være kommet til skade fra eksplosionen i hans mave.
Da Taz begynder at jagte Snurre igen, løber Snurre ind i en butik, der ejes af en "Trader Mac" og tager nogle varer ned fra hylden for at klæde sig ud som en Tasmansk hun-djævel, som Taz bliver vild med. Snurre 'kysser' med Taz ham med en bjørnefælde til læberne ham og driver Taz vild. Dette får den ægte tasmanske hun-djævel (som Taz giftede sig med i slutningen af Devil May Hare i 1954) til at dukke op og slå ham hen over hovedet med sin kagerulle. Snurre kommenterer: "Hun er en dejlig dame. Adr!"